# Heteronympha archemor
Heteronympha archemor är en fjärilsart som beskrevs av Jean Baptiste Godart 1832. Heteronympha archemor ingår i släktet Heteronympha och familjen praktfjärilar. Inga underarter finns listade i Catalogue of Life.